# La Quinta (Kalifornija)
La Quinta je grad u američkoj saveznoj državi Kalifornija. Prema popisu stanovništva iz 2010. u njemu je živjelo 37.467 stanovnika.